# 626

## أحداث
- حصار القسطنطينية في الفترة ما بين يونيو ويوليو.
- 31 يوليو - غزوة دومة الجندل.
- 26 دجنبر - غزوة بني المصطلق

## مواليد
- الإمبراطور تينجي، إمبراطور ياباني.

## وفيات
- أمية بن أبي الصلت - شاعر جاهلي.